# Guerras Berberes

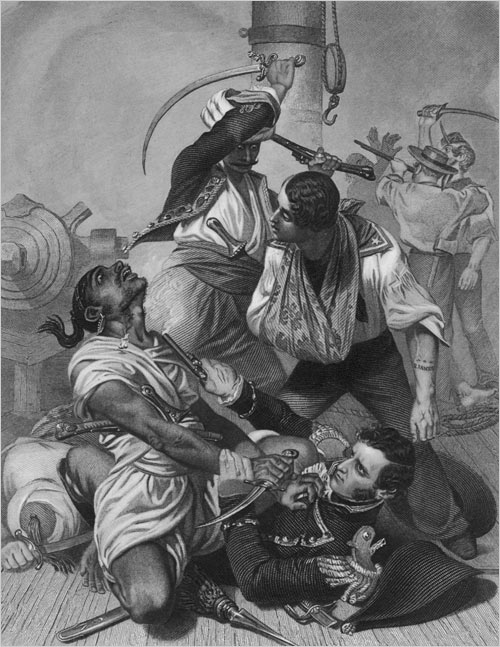
Luta entre berberes e americanos em 1804

As Guerras Berberes foram intervenções militares norte-americanas contra corsários estabelecidos no norte da África, em uma região apenas nominalmente controlada pelo Império Otomano no início do século XIX. Foram as primeiras guerras travadas pelos Estados Unidos fora das fronteiras nacionais depois de ganhar independência e unificação do país.

## História
Os quatro estados berberes do Norte de África - Marrocos, Argel, Tunes e Tripoli - saqueavam comércio marítimo ao longo dos séculos. Sobrevivendo por chantagem, receberam grandes somas de dinheiro, navios e armas anual de potências estrangeiras em troca da permissão de estrangeiros nos portos ao comércio africano e navegar sem serem molestados nas águas berberes. Eles exigiram o dinheiro do tributo, navios apreendidos, e equipes de detidos para resgate ou vendidos como escravos.
Durante as Cruzadas (1095-1295), os piratas muçulmanos operando a partir de bases no norte da África saquearam navios que transportavam cruzados e peregrinos e venderam muitos cristãos à escravidão. Por volta do século XVI, a Espanha dos Habsburgos e os turcos otomanos foram lançados em uma luta pela supremacia no Mediterrâneo. Pirataria, que tanto para cristãos e muçulmanos foi a dimensão do conflito entre os poderes opostos, atraíram aventureiros de todo o Mediterrâneo para as cidades costeiras e ilhas magrebinas. 
Até o final do século XVIII a eficácia dos corsários de Trípoli há muito havia se deteriorado, mas sua reputação só foi suficiente para pedir a estados europeus para pagar o tributo extorquido pelo paxá para garantir a passagem segura de sua navegação através das águas da Tripolitânia. Navios mercantes norte-americanos, não cobertos pela proteção britânica, foram apreendidos por piratas berberes nos anos após a independência dos Estados Unidos, e equipes de americanos foram escravizados. Em 1799 os Estados Unidos concordaram em pagar US$ 18 000 por ano em troca de uma promessa de corsários baseados em Trípoli não molestarem os navios americanos. Acordos semelhantes foram feitos no momento com os governantes de Marrocos, Argélia e Tunis.
Em maio de 1801, os Estados Unidos se recusaram a sucumbir à crescente demanda do Paxá de Trípoli, em contrapartida, este declarou guerra contra os Estados Unidos. Tripoli não era um poder forte, mas o medo era que as outras potências bérberes se juntassem contra os Estados Unidos. Os Estados Unidos enviaram esquadrões navais no Mediterrâneo sob o lema "Milhões para a defesa, mas nenhum centavo para o tributo!" Sob a liderança dos comodores Richard Dale e Richard Preble Edward, a Marinha bloqueou a costa inimiga, bombardeando fortalezas na costa.
Em 16 de fevereiro de 1804, o tenente Stephen Decatur liderou 74 voluntários no porto de Trípoli para incendiar a fragata norte-americana capturada, Philadelphia. O almirante britânico Lord Nelson disse a respeito ser "o ato mais ousado do mundo".  O contramestre Ruben James ofereceu para ir no grupo de ataque. James ficou gravemente ferido durante o combate. Apesar de seus ferimentos, ou talvez por causa deles, James colocou-se entre um pirata e Decatur, que permaneceu ileso graças a James. Ruben James recuperou de seus ferimentos e continuou a servir a Marinha por 32 anos.
Em 1805 os marines atacaram a fortaleza pirata no porto de Derna (Trípoli). O primeiro-tenente Presley O'Bannon é lembrado por heroísmo na batalha pela Derna. Estas foram as primeiras forças dos Estados Unidos a hastearem a bandeira norte-americana sobre o território no Velho Mundo. 
Em junho de 1805, Tobias Lear negociou um acordo de paz com o paxá. No entanto, esse tratado foi feito apenas para admoestar William Eaton. William Eaton tinha sido nomeado cônsul para Tunis em 1798. Quando a guerra foi declarada por Tripoli em 1801, ele e o diplomata James L. Cathcart tentaram elaborar um acordo. Eles acreditavam que, para efeito de uma paz com esse país, que precisavam para restabelecer o exilado Hamet Karamanli ao trono. Este governante tinha sido deposto e exilado por seu irmão. Eaton voltaram aos estados para apresentar seus planos ao Congresso. Em 1804, ele retornou para o Mediterrâneo com o novo título "Agente da Marinha para os Estados Berberes" e permissão para realizar seus planos. Assim como Eaton estava prestes a ver suas ideias vir a ser concretizadas, de repente ele foi ordenado a deixar Trípoli. 
Após a Guerra de 1812 dois esquadrões navais sob a liderança dos comodores Decatur e William Bainbridge voltaram para o Mediterrâneo. Diplomacia apoiada por resoluta força logo trouxe os governantes dos Estados Bérberes aos termos e ganhou o respeito generalizado para a nova nação americana. Decatur conseguiu tratados que eliminaram o tributo contra os americanos. Nos anos imediatamente após as guerras napoleônicas, que terminaram em 1815, as potências europeias forçaram um fim à pirataria e ao pagamento de tributo nos Estados Bérberes. 